# Desmia revindicata
Desmia revindicata là một loài bướm đêm trong họ Crambidae.